# Убийцы Барби
«Убийцы Барби» — испанский фильм ужасов 1996 года режиссёра Хесуса Франко, первый фильм в котором Франко начал сотрудничать с испанской панк-рок группой The Killer Barbies. В 2002 году вышел фильм «Убийцы Барби против Дракулы».

## Сюжет
Музыканты группы The Killer Barbies ехали на своём грузовике и случайно застряли в болоте недалеко от замка, в котором проживает баронесса Ольга Люшен. Музыканты останавливаются на ночь в замке. Вскоре выясняется, что баронесса поддерживает свою молодость, употребляя кровь молодых людей.

## В ролях
| Актёр                | Роль                  |
| -------------------- | --------------------- |
| Сантьяго Сегура      | Бальтасар             |
| Марианджела Джордано | баронесса Ольга Люшен |
| Альдо Самбрель       | Аркан                 |
| Сильвия Суперстар    | Флавия                |
| Пепа Лопес           | Пипа                  |